# Alan Glass
Pour les articles homonymes, voir Glass.
Alan Glass, né le 30 juin 1932 à Montréal  et mort à Mexico,,, le 16 janvier 2023, est un artiste multidisciplinaire québécois et un citoyen mexicain naturalisé.

## Biographie
Alan Glass étudie à l'École des beaux-arts de Montréal (1949-1952) et travaille dans l'atelier d'Alfred Pellan. Il est boursier du Gouvernement français en 1952. Il vit à Paris de 1952 à 1964 tout en voyageant en Europe centrale et au Proche-Orient. Durant cette période, il travaille comme portier au Club Saint-Germain où à temps perdu il réalise des dessins abstraits au stylo à bille qui attirent l'attention d'André Breton. Il expose bientôt à la Galerie Le Terrain Vague. En 1968-1969, un long voyage lui fait découvrir l'Inde, le Népal et plus particulièrement la région du Sikkim en Inde. Il réalise son premier voyage au Mexique en 1962. À partir des années 1970, il vit et travaille à Mexico. 
Connu à ses débuts parisiens pour ses dessins au stylo, ses aquarelles et ses peintures, il se tourne par la suite vers des constructions surréalistes tridimensionnelles :  œufs peints, sculptures, boîtes et assemblages. Il utilise plusieurs des objets qu'il rapporte de ses voyages. 
Ami de plusieurs artistes et écrivains québécois dont Réjean Ducharme, Pauline Julien, Mimi Parent, Solange Legendre, Roland Giguère, Denise Brosseau, Madeleine Polisano-Pelland, Alejandro Jodorowsky et Guy Fournier (entre autres), Alan Glass est revenu assez régulièrement au Québec pour de courts séjours, surtout durant l'automne, saison qu'il affectionnait particulièrement. Son dernier voyage remonte au mois de septembre 2021, accompagné de ses fidèles amis, Carlos de Laborde-Noguez Yturbe et de sa conjointe Carolina Escalante Ochoa.
Ce dernier voyage permet de récupérer un bon nombre des tout premiers dessins de l'époque parisienne de Glass (1954-1962) qu'on croyait d'abord perdus, puis retrouvés grâce à la succession de Micheline Beauchemin. Ces dessins font l'objet d'un catalogue paru en  2024, également disponible en français et en espagnol, aux éditions El Viso.
Du 30 octobre 2024 au 16 février 2025, le Museo del Palacio de Bellas Artes de Mexico lui consacre une grande rétrospective: Sorprendente Hallazgo. 
Le titre de cette exposition reprend en partie celui d'un article paru en 2021: Sorprendente hallazgo ("Chance find"): Alan Glass and contemporary Surrealism in Mexico.

## Démarche
Après des œuvres en deux dimensions, Glass se tourne vers des collages et des assemblages tridimensionnels, souvent dans des boîtes. D'inspiration surréaliste et onirique, Glass combine quantité d'éléments disparates, images, objets, végétaux et même animaux empaillés, souvent ramenés des marchés aux puces et des brocantes. Ces constructions complexes recréent une sorte de monde en soi qui invite à mieux découvrir celui qui nous entoure.

## Expositions individuelles
- Galerie Le Terrain vague, Paris, 1958[16]
- Galerie du Siècle, Montréal, 3 au 16 mai 1965[17]
- Galerie de Montréal, 1972[18]
- Alan Glass. œuvres récentes, Galerie Gilles Corbeil, janvier-février 1977[19]
- Alan Glass, 1971-1991, Claude Bernard Gallery. New York, 1991[20]
- Alan Glass, Galerie 1900-2000, Paris, du 12 septembre au 17 octobre 2001. Le catalogue[21] contient un poème de Roland Giguère et des textes de Mimi Parent, Leonora Carrington et Gloria F. Orenstein.
- Rétrospective de l'artiste 1950-2008, Zurcidos invisibles - Reprisages invisibles, Musée d'art moderne de Mexico, 2008[22]
- "Alan Glass En sus 80 años", Galería López Quiroga, Ciudad de México, del 16 de mayo al 1 de julio de 2013[23]
- Alan Glass. Cabinet surréaliste. Exposition du 5 septembre au 12 octobre 2024. Galerie Claude-Bernard (Paris), dossier de presse[9].
- Alan Glass. Sorprendente hallazgo. Museo del Palacio de Bellas Artes, Ciudad de México. Du 30 octobre 2024 au 16 février 2025.
- Mondes et merveilles. Le voyage surréaliste d'Alan Glass. Musée des beaux-arts de Montréal. Du 16 avril au 28 septembre 2025.

## Musées et collections publiques
- Galerie Leonard & Bina Ellen, Université Concordia
- Metropolitan Museum of Art[24]
- Musée d'art contemporain de Montréal[25]
- Musée d'art moderne de Paris[26]
- Musée des beaux-arts de Montréal
- Musée national des beaux-arts du Québec[27]

## Filmographie
- Alan Glass, À travers le cristal, film documentaire réalisé par Tufic Makhlouf Akl, co-produit par Seven Doc, Aube Elléouët, Oona Elléouët et Tufic Makhlouf Akl. Sorti en 2010, (Bande-annonce).